# NFC East
NFC East - Dywizja Wschodnia konferencji NFC ligi futbolu amerykańskiego, NFL.
Dywizja Wschodnia składa się z czterech zespołów: Dallas Cowboys, New York Giants, Philadelphia Eagles i Washington Commanders. Historia zmagań tych drużyn oraz obecne statystyki skłaniają analityków sportowych do stwierdzenia, że jest to najtrudniejsza dywizja w całym NFL.
Po połączeniu lig w roku 1970, w dywizji grał także zespół St. Louis Cardinals.  Po przeniesieniu zespołu do Arizony (1988), Cardinals pozostali w dywizji do roku 2002, w którym - w wyniku zmian w konferencji - zostali umieszczeni w Dywizji Zachodniej.
Mimo że siedziba St. Louis Rams mieści się bardziej na wschód niż Dallas, Cowboys pozostali w Dywizji Wschodniej a Rams w Dywizji Zachodniej z powodu odwiecznych rywalizacji: Cowboys z trzema pozostałymi rywalami na wschodzie oraz Rams z San Francisco 49ers na zachodzie. Jednakże Cowboys corocznie spotykają się z Cardinals w meczu przed sezonem głównym, na życzenie tych drugich.
Drużyny Dywizji Wschodniej wystąpiły łącznie w 18 finałach Super Bowl, wygrywając 10 razy, czym przewodzą w lidze NFL.